# Rufina och Secunda
Rufina och Secunda, döda år 257 i Rom, var två kristna romerska jungfrur som led martyrdöden. De vördas som helgon i Romersk-katolska kyrkan, med minnesdag den 10 juli. Deras reliker vördas i kyrkan Sante Rufina e Seconda i Trastevere i Rom.
Rufina och Secunda avrättades under kejsar Valerianus förföljelse och begravdes vid Via Cornelia.